# Diestostemma ohausi
Diestostemma ohausi är en insektsart som först beskrevs av Fabricius 1803.  Diestostemma ohausi ingår i släktet Diestostemma och familjen dvärgstritar.
Artens utbredningsområde är Ecuador. Inga underarter finns listade i Catalogue of Life.